# Sarah Kelly
Sarah Kelly, född 1976 i Rockford i Illinois, är en amerikansk kristen sångerska. Hon skrev skivkontrakt med Gotee Records, ett kristet skivbolag under EMI. Hon har fått två Grammy Awards-nomineringar för sina två album "Take Me Away" och "Where The Past Meets Today" i kategorin "Bästa kristna rock- eller rapalbum".

## Biografi
Kelly har en historia av fysisk misshandel bakom sig. Hon beskriver sitt album "Take Me Away" och "Where the Past Meets Today" som "en arg flicka som tar itu med sitt förflutna".
Hon träffade sin make Jonas Ekman på en konsert i Sverige och de gifte sig 2008. Paret bor i the Woodlands, Texas. Hon driver där den egna musikskolan "Sarah Kelly Music School" , där hon undervisar i hur man skriver låtar.

## Diskografi

### På eget bolag
- Experience Worship/You Overwhelm Me (2000)
- Rebuild My Heart (2003)
- Sarah Kelly EP (2003)
- Midnight Sun (2010)
- My Corner Of Heaven (2014)

### Gotee Records
- Take Me Away (2004)
- Where the Past Meets Today (2006)
- Born To Worship (2008)